# Maud Lewis
Maud Lewis (7 mars 1903 en Nouvelle-Écosse, Canada – 30 juillet 1970 en Nouvelle-Écosse) est une peintre folklorique, canadienne. C'est l'une des artistes folkloriques canadiennes les mieux connues de par le monde.

## Biographie
Maud Lewis naît sous le nom de Maud Dowley le 7 mars 1903 à South Ohio en Nouvelle-Écosse au Canada,.
Sa mère lui enseigne l'aquarelle dans le but de créer et vendre des cartes de Noël. Elle souffre d'une polyarthrite rhumatoïde pendant sa jeunesse.
Son père meurt en 1935 ; deux ans plus tard, sa mère décède également. Selon la coutume de l'époque, son frère hérite de la maison familiale. Après avoir vécu chez lui un certain temps, elle déménage chez sa tante à Digby en Nouvelle-Écosse.
À 34 ans, elle épouse Everett Lewis, un vendeur itinérant de poissons de Marshalltown, Nouvelle-Écosse, le 16 janvier 1938. Selon Everett, Maud s'est présentée à sa porte après qu'il a placardé une offre d'emploi dans les magasins de la région, indiquant chercher une aide-ménagère pour un célibataire de 40 ans. Mariés quelques mois plus tard, ils vivent dans la petite maison d'Everett à Marshalltown, à quelques miles à l'ouest de Digby. Cette maison d'une seule pièce deviendra le studio de Maud, où Everett s'occupera de faire tous les travaux ménagers.
Maud accompagne son mari dans ses circuits de vente quotidiens, vendant des cartes de Noël qu'elle a dessinées au prix de 25 cents canadiens. Quand elle connaît un certain succès, elle commence à peindre sur d'autres surfaces : cartons plats d'emballages, envers des boîtes de biscuits en carton et Isorel. Lewis est prolifique et peint sur n'importe quelle surface de leur petite maison : murs, portes, boîte à pain et même sur le poêle. Elle recouvre tout le papier peint de la maison de motifs rappelant les plantes : fines branches, feuilles et fleurs.
Everett la soutient et l'encourage à poursuivre sa passion. Il lui achète son premier ensemble de couleurs à l'huile.
Dans les dernières années de sa vie, Maud Lewis vit dans un coin de leur maison, peignant aussi souvent que le permet sa condition parce qu'elle se rend régulièrement à l'hôpital. Elle meurt à Digby le 30 juillet 1970. Son mari meurt en 1979 lorsqu'un voleur le poignarde pendant une tentative de cambriolage à leur maison. Jusqu'à leur mort, les deux ont vécu pauvrement dans leur maison à Marshalltown.

## Œuvres

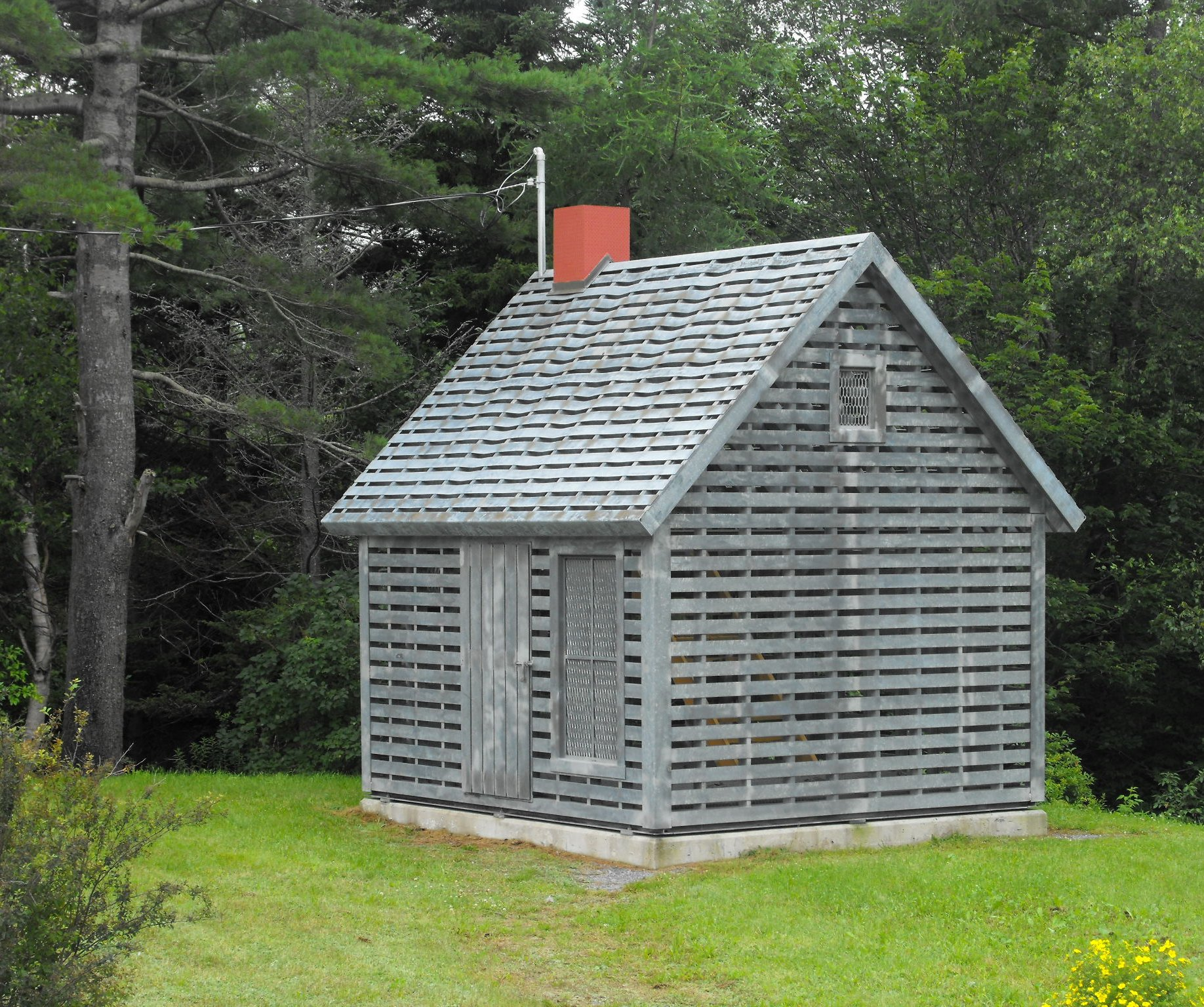
Le Maud Lewis Memorial à Marshalltown en Nouvelle-Écosse.

Maud Lewis a peint des scènes extérieures, comme des navires dansant sur l'eau, des chevaux tirant des traîneaux, des patineurs, des portraits de chiens, de chats, de chevreuils, d'oiseaux et de vaches. Son inspiration provient surtout de souvenirs de jeunesse : paysages et personnes de la région de Yarmouth, de South Ohio et de Digby. Les cartes de Noël et les calendriers de Noël l'inspirent également.
La plupart de ses toiles sont petites : le plus souvent de 20 cm × 25 cm. Elle a peint au moins cinq toiles de 60 cm × 90 cm. La longueur et la portée de ses bras influencent les dimensions des toiles. Elle utilise souvent des panneaux muraux et des tubes de Tinsol, une peinture à l'huile. Elle suit presque toujours le même rituel lorsqu'elle peint : appliquer une couche de peinture blanche sur le panneau, tracer une esquisse puis finalement appliquer la peinture directement des tubes. Elle n'a jamais mélangé les couleurs.
Maud Lewis a très peu peint dans les années 1940. Le musée des beaux-arts de la Nouvelle-Écosse expose parfois des œuvres de la collection de volets extérieurs Chaplin/Wennerstrom (qui fait maintenant partie de la collection Clearwater Fine Foods Inc.). Celle-ci comprend 22 volets extérieurs que Lewis a complétés au début des années 1940. Ce travail a été exécuté à la demande d'Américains qui résidaient dans un cottage dans le Sud de la Nouvelle-Écosse. La plupart des volets sont de dimensions appréciables : 150 cm × 48 cm.
Entre 1945 et 1950, des touristes s'arrêtent régulièrement à Marshalltown pour y acheter des toiles au prix de 2 ou 3 dollars canadiens. C'est seulement dans ses dernières années que ses toiles commencent à se vendre au prix de 7 à 10 dollars. En 1964, elle fait l'objet d'une attention médiatique nationale à la suite de la parution d'un article du Star Weekly (en), un périodique de Toronto. En 1965, elle est en vedette dans un épisode de Telescope, une série télévisée de la CBC Television. Dans les années 1970, pendant la présidence de Richard Nixon, la Maison-Blanche commande deux toiles.
À cause de son arthrite, elle ne peut satisfaire toutes les commandes qui affluent à la suite de son exposition nationale.
Dans les années 2010, des toiles de Maud Lewis ont atteint des prix élevés lors de ventes aux enchères. Par exemple, deux toiles ont été vendues pour un prix supérieur à 16 000 dollars canadiens. Une autre toile s'est vendue au prix de 22 200. Une quatrième toile, vendue en 2012, a atteint le prix de 20 400.
Le musée des beaux-arts de la Nouvelle-Écosse possède une grande collection de ses œuvres.

## Maison de Maud Lewis
Après la mort du mari de Maud, la maison a commencé à se détériorer. Des citoyens de la région de Digby ont fondé la Maud Lewis Painted House Society dans le but de sauver cette maison à titre de monument historique. En 1984, la maison est vendue à la province de Nouvelle-Écosse ; le musée des beaux-arts de la Nouvelle-Écosse en devient le gardien. Sous sa houlette, la maison est remise en état, puis déplacée au musée ; elle fait partie de l'exposition permanente Maud Lewis.
Conçue par l'architecte Brian MacKay-Lyons (en), une sculpture en acier a été érigée à l'endroit où se trouvait la maison à Marshalltown. Vers la fin des années 1990, le pêcheur à la retraite Murray Ross a construit une réplique de la maison à quelques kilomètres de Digby.

## Dans les médias
Maud Lewis est le sujet principal du livre The Illuminated Life of Maud Lewis et de deux documentaires de l'Office national du film : Maud Lewis - A World Without Shadows (1976), The Illuminated Life of Maud Lewis (1998).
En 2009, le musée des beaux-arts de la Nouvelle-Écosse en collaboration avec la société Greg Thompson Productions a présenté une pièce de théâtre sur le site du musée : A Happy Heart: The Maud Lewis Story.
La scénariste Sherry White (en) a rédigé le scénario du film Maudie, présenté en première au Toronto International Film Festival en 2016. Le film, dirigé par Aisling Walsh, met en vedette Sally Hawkins dans le rôle de Maud et Ethan Hawke dans le rôle d'Everett Lewis. Le film a été tourné à Terre-Neuve au Canada pour des raisons financières.